# Hymenostyliella llanosii
Hymenostyliella llanosii là một loài Rêu trong họ Pottiaceae. Loài này được (Müll. Hal.) H. Rob. mô tả khoa học đầu tiên năm 1971.